# 京阪1000型電車 (初代)
京阪1000型電車（けいはん1000がたでんしゃ）は、京阪電気鉄道が1924年（大正13年）に導入した電車（制御電動車）である。
1000型（初代）として導入された10両の車両群は、1929年（昭和4年）に実施された大改番にて300型（初代）と形式を改めた。さらに本線系統から大津線へ転属した一部の車両は後年310型と再び形式を改め、1967年（昭和42年）まで運用された。

## 沿革
1924年に1001 - 1005が名古屋電車製作所で、1006 - 1010が梅鉢鉄工所で製造され、順次運用に就いた。
この時期には大阪鉄道デイ1形電車や阪神601形電車など、幾つかの関西私鉄において採用された、前面が卵形曲線・5枚窓のデザインとなっていた中形車両である。これはアメリカの鉄道で採用されていたのを真似たものだったが、当時としては既に古式に属するものとなりつつあって、1000型はその末期にこのデザインを採用した車両となった。屋根形状は丸屋根であった。
また、総括制御装置を備えていて、複数車両の併結運転を容易にさせていた。
1929年、整理のため形式番号を300型（初代）とし、1001・1003・1002・1004・1006・1005・1009・1007・1008・1010 → 301 - 310と改番された。
304・305は太平洋戦争中の1945年6月15日、大阪大空襲により天満橋駅で全焼した。当時は京阪は現在の阪急電鉄にあたる京阪神急行電鉄に吸収合併されていたため、神戸線用の920系946・947が焼失した304・305の車籍を利用して復旧名目で製造されている。
残った8両は戦後も長く使用されたが、1963年に2000系の増備に伴い、301 - 303・306が大津線に転属した。残る307 - 310は1965年に廃車となり、大津線の300型（2代）301 - 304に台車と電装品を供出した。この300型（2代）の登場に伴い、大津線所属の301 - 303・306は車番重複回避のため310型311 - 314に再度改番されたが、改番からわずか2年後の1967年に全車が廃車され、やはり台車と電装品を300型（2代）305 - 308に供出している。